# Зареченский сельсовет (Гафурийский район)
Зареченский сельсове́т — упразднённая в 2008 году административно-территориальная единица и сельское поселение (тип муниципального образования) в составе Гафурийского района. Почтовый индекс — 453079. Код ОКАТО — 80221815000. Объединён с сельским поселением Красноусольский сельсовет.

## Автодороги
автомобильная дорога Курорт — Белый Камень.

## География, природа
река Чесноковка, урочище Журавлева Поляна, лес (обслуживает Гафурийский лесхоз).

## Состав сельсовета
Село Курорта — административный центр; деревня пчелосовхоза и деревня Белый Камень.

## История
В 1997 году из Красноусольского поселкового Совета был выделен Зареченский сельсовет, согласно
Закону Республики Башкортостан «Об образовании Зареченского сельсовета Гафурийского района Республики Башкортостан» от 8 декабря 1997 года № 128-з, ст.1:

Образовать Зареченский сельсовет Гафурийского района Республики Башкортостан путём разделения Красноусольского поселкового Совета Гафурийского района с центром в поселке Курорта, включив в состав сельсовета населенные пункты: поселок Курорта, поселок Пчелосовхоза.
— 
.
В 2005 году в составе сельсовета появилась новая деревня — Белый Камень.

ст.1.
Образовать следующие населенные пункты:
4) в Гафурийском районе:

деревню «Белый Камень» — в Зареченском сельсовете;
 (Закон Республики Башкортостан от 20.07.2005 N 211-з (ред. от 29.12.2006) «О внесении изменений в административно-территориальное устройство Республики Башкортостан в связи с образованием, объединением, упразднением и изменением статуса населенных пунктов, переносом административных центров» (принят Государственным Собранием — Курултаем — РБ 07.07.2005))
Закон Республики Башкортостан от 19.11.2008 N 49-з «Об изменениях в административно-территориальном устройстве Республики Башкортостан в связи с объединением отдельных сельсоветов и передачей населённых пунктов», ст.1 п. 17) б) гласил:

 "Внести следующие изменения в административно-территориальное устройство Республики Башкортостан:
 объединить Красноусольский и Зареченский сельсоветы с сохранением наименования «Красноусольский» с административным центром в селе Красноусольский.
Включить село Курорта, деревни пчелосовхоза, Белый Камень Зареченского сельсовета в состав Красноусольского сельсовета.

Утвердить границы Красноусольского сельсовета согласно представленной схематической карте.

Исключить из учётных данных Зареченский сельсовет
На 2008 год граничил с муниципальными образованиями: Табынский сельсовет, Саитбабинский сельсовет, Красноусольский сельсовет, Ташлинский сельсовет («Закон Республики Башкортостан от 17.12.2004 N 126-з (ред. от 19.11.2008) „О границах, статусе и административных центрах муниципальных образований в Республике Башкортостан“»).